# Vít Bárta

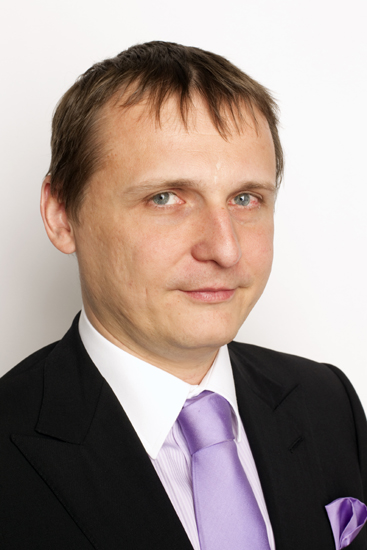
Vít Bárta (2010)

Vít Bárta (* 5. Dezember 1973 in Prag) ist ein tschechischer Geschäftsmann und Politiker. Er war Mitglied des tschechischen Abgeordnetenhauses für die Stadt Prag und Vorsitzender der Partei Věci veřejné. Von Juli 2010 bis April 2011 war er Verkehrsminister der Tschechischen Republik.

## Leben
Nach der Matura hatte er zunächst ohne Abschluss Medizin studiert. Später wurde er Absolvent der Polizeiakademie in Prag und Doktor der Rechte. Während seines Studiums baute Bárta ein eigenes Geschäft auf. 1998 gründete er mit seinem Bruder eine Sicherheitsfirma, ABL s. a., in der er von 2002 bis Mai 2010 Vorsitzender des Vorstands und bis Anfang Juni 2010 Vorsitzender des Aufsichtsrats war. Er hielt häufig Vorträge zum Thema Sicherheit.
Im Juli 2010 heiratete er die Politikerin Kateřina Klasnová.
Im November 2010 bekam er für ein halbes Jahr den Führerschein entzogen für Fahren ohne gültige Kennzeichen, nur mit Kopien. Er entrichtete eine Geldstrafe von fünftausend Kronen und war der erste amtierende tschechische Verkehrsminister, dem der Führerschein entzogen wurde.

## Politische Laufbahn
Im Jahr 2010 wurde er in die Abgeordnetenkammer gewählt und wurde als Nachfolger von Gustáv Slamečka Kabinetts-Mitglied unter Petr Nečas als Minister für Verkehr. Im April 2011 wurde Bárta durch seine Parteikollegen, die Abgeordneten Jaroslav Škárka, Stanislav Huml und Kristýna Kočí, der Bestechung bezichtigt. Die Abgeordneten wurden anschließend aus der Partei ausgeschlossen. Dieser Vorfall führte zu erheblichen Problemen in der tschechischen Regierungs-Koalition. Bárta erklärte am 8. April 2011 seinen Rücktritt als Minister, übernahm aber dafür den Fraktionsvorsitz seiner Partei in der Abgeordnetenkammer. Premier Nečas verlangte daraufhin den Rückzug auch der übrigen Regierungsmitglieder der Věci veřejné, darunter den Unterrichtsminister Josef Dobeš und den Parteichef und Innenminister Radek John. Außenminister Karel Schwarzenberg titulierte Bárta als pitomec (Trottel). Am 13. April 2012 verurteilte ein Prager Gericht Barta wegen Bestechung zu einer Haftstrafe von 18 Monaten auf Bewährung. Barta legte daraufhin den Fraktionsvorsitz seiner Partei in der Abgeordnetenkammer wieder nieder und ließ seine Parteimitgliedschaft ruhen. Premier Necas und Abgeordnete der eigenen Partei forderten Barta zur Rückgabe des Abgeordnetenmandats und zum vollständigen Rückzug aus der Politik auf.
Am 16. Februar 2013 wurde Bárta als Nachfolger von Radek John zum neuen Vorsitzenden der VV gewählt. Er setzte sich auf dem Parteitag mit 80 von 98 Stimmen gegen vier Gegenkandidaten durch.
VV trat bei der Abgeordnetenhauswahl 2013 nicht an und unterstützte die Partei Úsvit přímé demokracie. Bárta verfehlte den Einzug in das Abgeordnetenhaus, VV wurde 2015 aufgelöst.